# 1580 Betulia
1580 Betulia (tên chỉ định: 1950 KA) là một tiểu hành tinh Amor được phát hiện ngày 22 tháng 5 năm 1950 bởi Ernest Leonard Johnson ở Đài thiên văn Union, Johannesburg, Nam Phi. Hình dạng của Betulia đã được xác định một cách chính xác: ở nơi rộng nhất là 6,59 ±.66 km; tuy nhiên đường kính của nó là 5.39
±.54 km.